# Круди, Дьюла
Дью́ла Кру́ди (венг. Krúdy Gyula, 21 октября 1878, Ньиредьхаза — 12 мая 1933, Будапешт) — венгерский писатель и журналист, автор 60 романов и 3000 рассказов.

## Биография

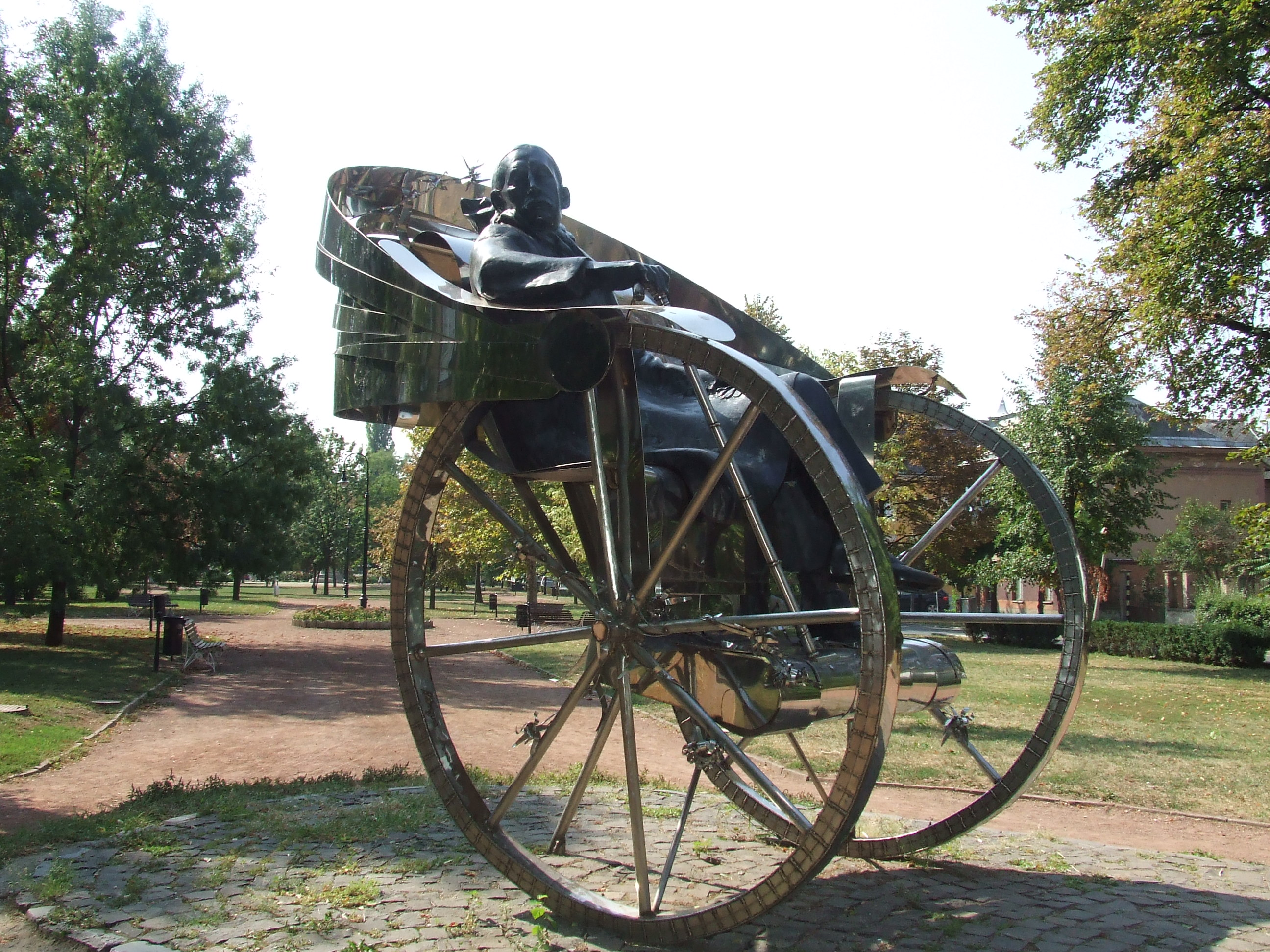
Памятник Дьюле Круди

Сын адвоката и служанки, работавшей на благородное семейство Круди (брак между родителями был заключен, когда Дьюле было уже семнадцать). Вопреки планам отца занялся журналистикой, за что был лишён наследства. Работал в Дебрецене и Ораде, затем перебрался в Будапешт. Первую книгу новелл выпустил в 1897 году. Женился на учительнице и писательнице Белле Шпиглер (литературный псевдоним — Сатанелла). Некоторое время входил в редакцию известного журнала Nyugat («Запад»). Цикл его новелл, составивших книгу «Приключения Синдбада» (венг. Szindbád ifjúsága és utazásai, 1911) и другие, роман «Подсолнух» (венг. Napraforgó, 1918) имели значительный успех. Круди много пил, был страстным игроком и волокитой, его брак распался. К 1930-м годам здоровье писателя сильно пошатнулось, круг читателей рассеялся. Этого не изменила даже престижная премия Баумгартена, присуждённая прозаику в 1930 году. После смерти он был совсем забыт.

## Избранные произведения
- Üres a fészek / Пустой разговор (1897, рассказы)
- Az aranybánya / Золотое дно (1900, роман)
- Szindbád ifjúsága és utazásai / Путешествия Синдбада (1911, рассказы)
- Francia kastély / Французский дворец (1912, роман)
- A vörös póstakocsi / Красный дилижанс (1913, роман)
- Szindbád: A feltámadás / Воскрешение Синдбада (1915, рассказы)
- Aranykéz utcai szép napok / Славные деньки на улице Аранькез (1916, рассказы)
- Napraforgó / Подсолнух (1918, роман)
- N. N. / Аноним (1920, роман)
- Nagy kópé / Большая шельма (1921, роман)
- Az utitárs / Попутчик (1922, роман)
- Az élet álom / Сон жизни (1931, рассказы)
- Purgatórium / Чистилище (1933, роман)
- Rezeda Kázmér szép élete / Чудесная жизнь Казмера Резеды (1933, роман)

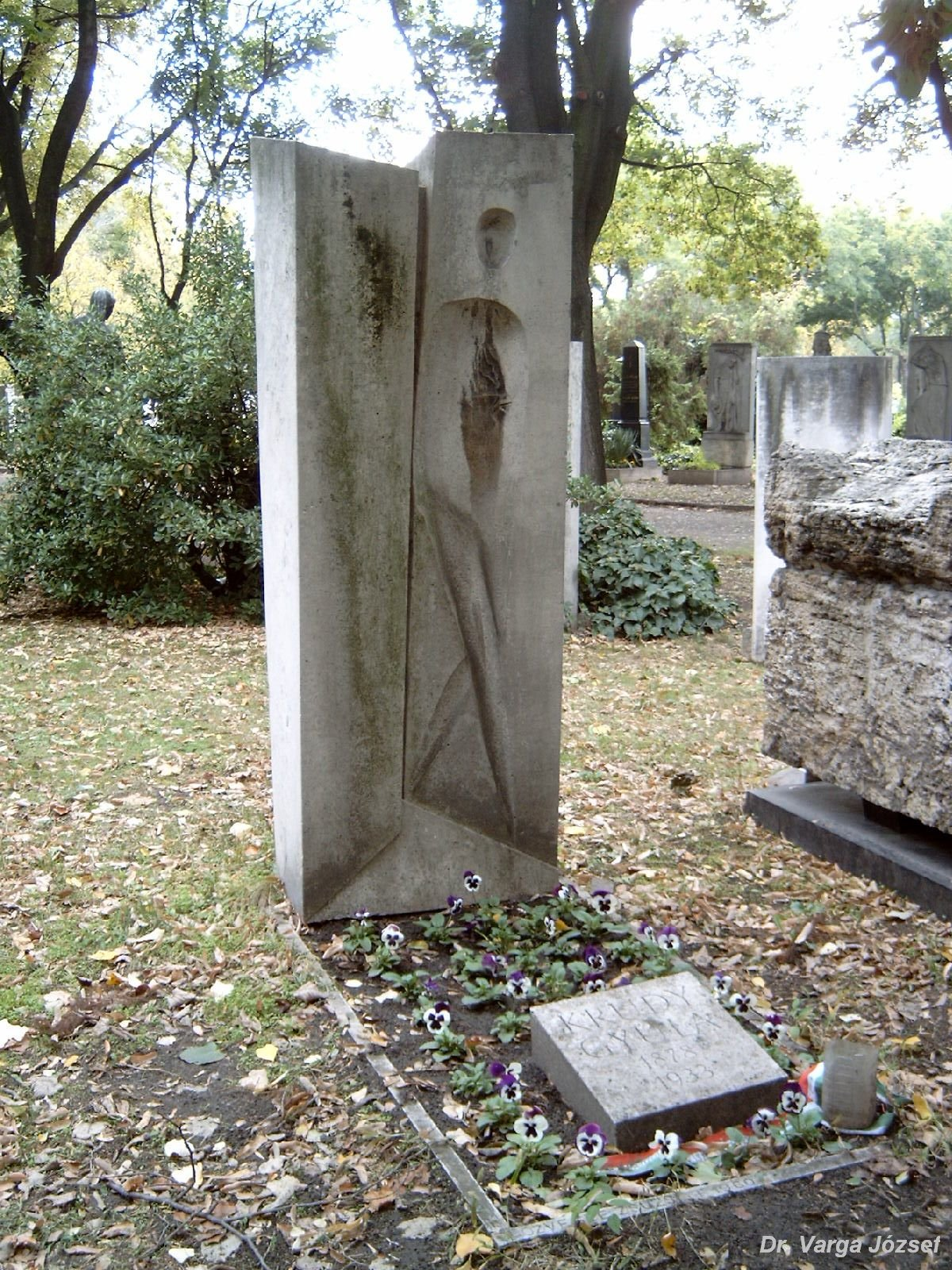
Могила Дьюлы Круди. Скульптор — Миклош Боршош, 1963

## Посмертная судьба
Известность вернулась к Дьюле Круди после публикации биографического романа Шандора Мараи «Возвращение Синдбада» (1940). Вторая волна славы пришла к нему с фильмом Золтана Хусарика «Синдбад» (1971, многочисленные премии), за которым последовали экранизации других произведений писателя. Современная критика называет его «венгерским Прустом».

## Публикации на русском языке
- Избранное. Роман, повести/ Пер. с венг. М.: Художественная литература, 1987